# Drontermeer
Das Drontermeer (niederländisch meer – der See) ist ein See in den Niederlanden, welcher zwischen dem Ketelmeer im Norden und dem Veluwemeer im Süden liegt und an einer Seite mit einer Schleuse verbunden ist. Der See ist 467 Hektar groß und hat eine durchschnittliche Tiefe von 1,25 Metern.
Im See liegen drei Inseln, von denen eine bewohnt ist, die beiden anderen jedoch noch im Naturzustand sind. Die Namen der Inseln sind Eekt, Abbert und Reve.
Seit der Neulandgewinnung in der ehemaligen Zuiderzee grenzt der See den östlichen Teil des Polders Flevoland ab. Er erstreckt sich von Elburg bis Kampen.
Drontermeertunnel
Unter dem Drontermeer verläuft der Drontermeertunnel, der die Provinzen Flevoland und Overijssel miteinander verbindet. Der Eisenbahntunnel ist rund 1300 Meter lang, wovon 790 Metern vom Wasser überdeckt sind. Mit dem Bau des Tunnels wurde 2006 begonnen, der Rohbau war 2008 vollendet und die ersten Testfahrten der Bahn fanden 2011 statt. Als Teil der Hanzelijn wurde er am 12. Dezember 2012 offiziell in Betrieb genommen.